# Curcani (gmina)
Curcani – gmina w Rumunii, w okręgu Călărași. Obejmuje miejscowości Curcani i Sălcioara. W 2011 roku liczyła 5672 mieszkańców. 